# Quai de la Boverie
Le quai de la Boverie est une artère de la ville belge de Liège, sur la rive gauche de la Dérivation, qui va, d'amont en aval, du parc de la Boverie au quai de l'Ourthe. 

## Odonymie
Boverie vient de Bouverie et fait référence à un endroit où paissent les bœufs. Le parc de la Boverie s'étend dans le prolongement sud du quai.

## Historique
Le quai de la Boverie a été créé en 1863 lors des importantes rectifications du cours de la Meuse et le creusement du canal de la Dérivation. Avant ces travaux, il existait un chemin de la Boverie.

## Description
La route nationale 610 emprunte le quai. Comme les autres quais longeant la rive gauche de la Dérivation, la circulation automobile se fait en sens unique sur deux bandes d'aval vers l'amont, du quai de l'Ourthe vers le pont des Vennes. Entre les ponts de Huy et des Vennes, le quai s'élargit progressivement créant ainsi une place triangulaire et arborée.

## Architecture et urbanisme
Bien que le quai soit majoritairement constitué d'immeubles modernes hauts d'une dizaine d'étages, il possède aussi quelques séquences de maisons plus anciennes comme les numéros 24 à 29 et 45 à 51 (maisons  du XVIIIe siècle  et du XIXe siècle) et surtout un îlot historique de cinq maisons avec cours grillagées situées aux nos 73 à 77 et érigées à la fin du XVIIe siècle et au début du XVIIIe siècle.

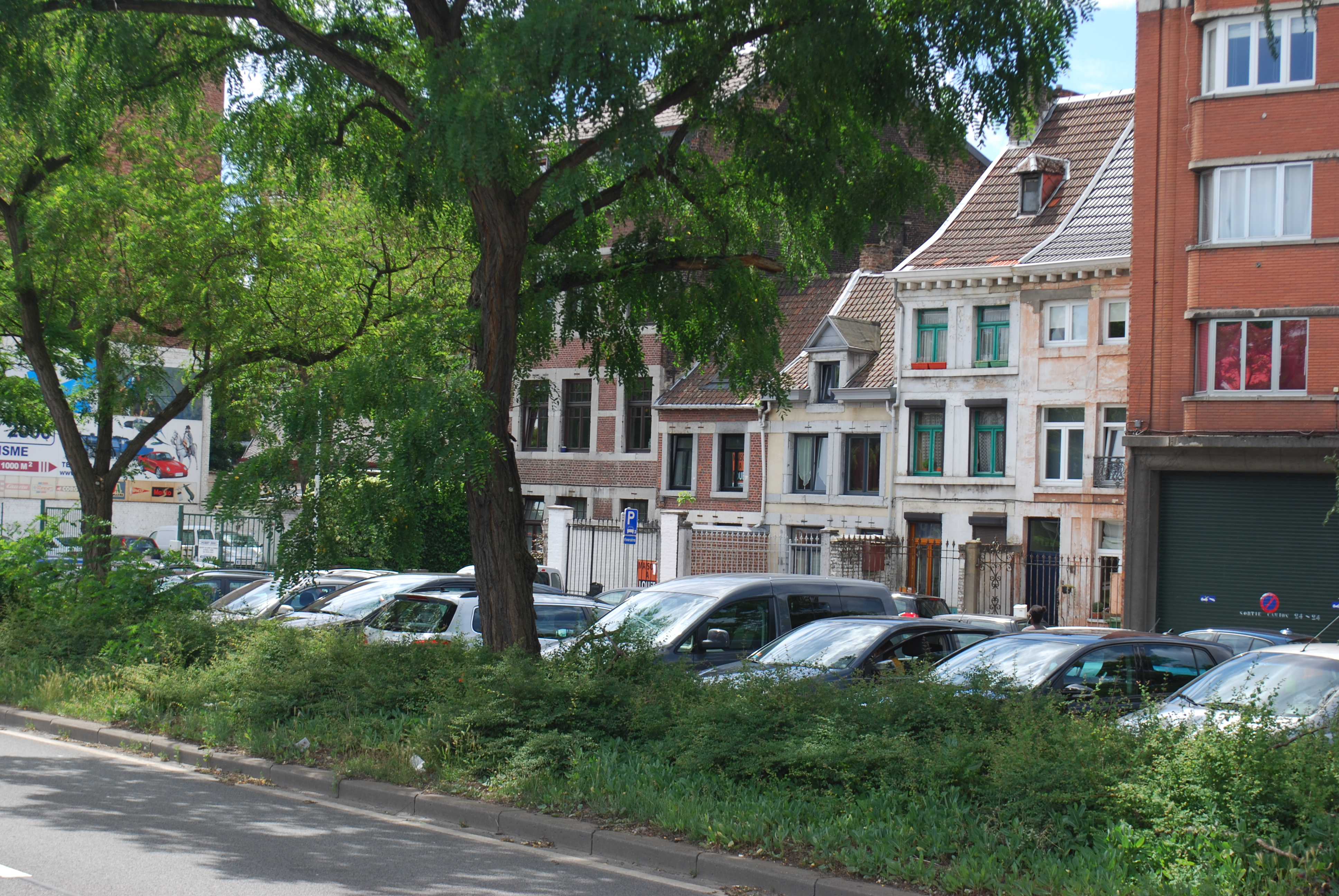
L'îlot historique du quai

## Voiries adjacentes
- Quai de l'Ourthe
- Rue Grétry
- Place Sylvain Dupuis
- Pont de Longdoz
- Quai Churchill
- Rue Tour-en-Bêche
- Rue Léon Frédéricq
- Pont de Huy
- Rue des Fories
- Rue du Parc
- Pont des Vennes